# Pablo Sicilia
Pablo Sicilia Roig (Las Palmas de Gran Canaria, España, 10 de septiembre de 1981) es un exfutbolista español, formado en las categorías inferiores de la U. D. Las Palmas, su último equipo fue el C. D. Tenerife. Su demarcación habitual era la de defensa.

## Equipos
| Club                            | País   | Año       |
| ------------------------------- | ------ | --------- |
| Universidad Las Palmas (cesión) | España | 2001-2002 |
| Las Palmas Atlético             | España | 2002-2003 |
| UD Vecindario                   | España | 2003-2004 |
| Club Atlético de Madrid B       | España | 2004-2005 |
| Atlético Madrid                 | España | 2005-2006 |
| CD Tenerife                     | España | 2006-2012 |